# 饶怀文
饶怀文（1865年—1918年）字质瑾，福建闽县（今福州市区）人，清朝及中华民国海军将领。

## 生平
饶怀文生于清朝同治四年。早年，入天津水师学堂第二届驾驶班，于光绪十三年十月（1887年）毕业。此后，饶怀文入海军，后升任江贞炮船管带。宣统三年（1911年）简授海军副参领，改任长江舰队建安舰管带。辛亥革命期间，饶怀文率舰参加革命派。
中华民国成立后，1912年9月7日，饶怀文任北京政府海军部视察。12月19日补授军衡司司长。1913年5月16日，饶怀文获海军部请准，任南京军官学校校长。同年8月，中华民国临时大总统袁世凯任命饶怀文署联合舰队司令。1915年5月，转任第二舰队司令。1917年6月任海军总司令，授海军上将。1918年2月，饶怀文将海军总司令公署自南京下关迁至上海高昌庙。饶怀文还以长江防务紧张为理由，命长江上游舰队归第二舰队司令杜锡珪指挥，安庆以下则派参谋长何品璋驻舰指挥。饶怀文还派陈绍宽考察法国海军，派技正郑滋樨办理炼钢事宜。
1918年3月，饶怀文在任上病逝，享年53岁。